# Felsentour Herbstein
Die Felsentour Herbstein ist ein Rundwanderweg in Herbstein im Naturpark Vulkanregion Vogelsberg, in Hessen. Er ist Teil der Vogelsberger Extratouren und als Prädikatswanderweg zertifiziert. Er trägt das Gütesiegel „Qualitätsweg Wanderbares Deutschland“ des Deutschen Wanderverbands.

## Wanderstart
Einstiegsmöglichkeiten für Pkw-Fahrer sind die Parkplätze an der VulkanTherme Herbstein sowie am Kolping-Feriendorf in Herbstein.  Für Nutzer öffentlicher Verkehrsmittel sind die Haltestelle Thermalbad Herbstein sowie der Bus-Halt in Lanzenhain, Dorfmitte geeignet. Beide Haltepunkte werden an Wochenenden sowie feiertags vom 1. Mai bis Ende Oktober vom Vulkan-Express, einem Fahrrad- und Wanderbus der Verkehrsgesellschaft Oberhessen bedient. In der übrigen Zeit erfolgt die Anbindung über die Buslinie 391/VB 45 (Lauterbach-Gedern).

## Wanderstrecke
Je nach Wanderdistanz kann man den Rundwanderweg in 3 Varianten begehen. Als große Runde von 19 km, als mittlere Runde von 12,8 km oder als kleine Runde von 7,6 km. Die kleine Runde beginnt und endet in Lanzenhain. Für die mittlere Runde startet man ab Herbstein.

## Beschreibung
Felsbrocken in allen Größen sind das Leitthema dieser Tour: Zu Basalt erstarrte Lava als Zeugnisse des Vulkanismus im Vogelsberg. Viele naturbelassene Wege und Feldwege sind Merkmale dieser Strecke, die durch sanfte An- und Absteige gekennzeichnet ist. Der Rundwanderweg gibt Eindrücke von der Naturparklandschaft wider: wechselnde Wald- und Wiesenabschnitte,  Passagen durch Buchenmischwälder und Abschnitte entlang von Felsformationen. Am Kolping-Feriendorf führt der Weg entlang von 200 Jahre alten Grenzsteinen sowie vorbei am (nach eigenen Angaben) 1. Bibelpark Deutschlands. Ein Erlebnis ist die Querung eines (nach der Schneeschmelze) quirligen Wiesenbaches, des Eichhölzches Wasser im Aspertzer Grund. Im Sommer ist dieser Bach meistens trocken gefallen.

## Sehenswürdigkeiten am Weg

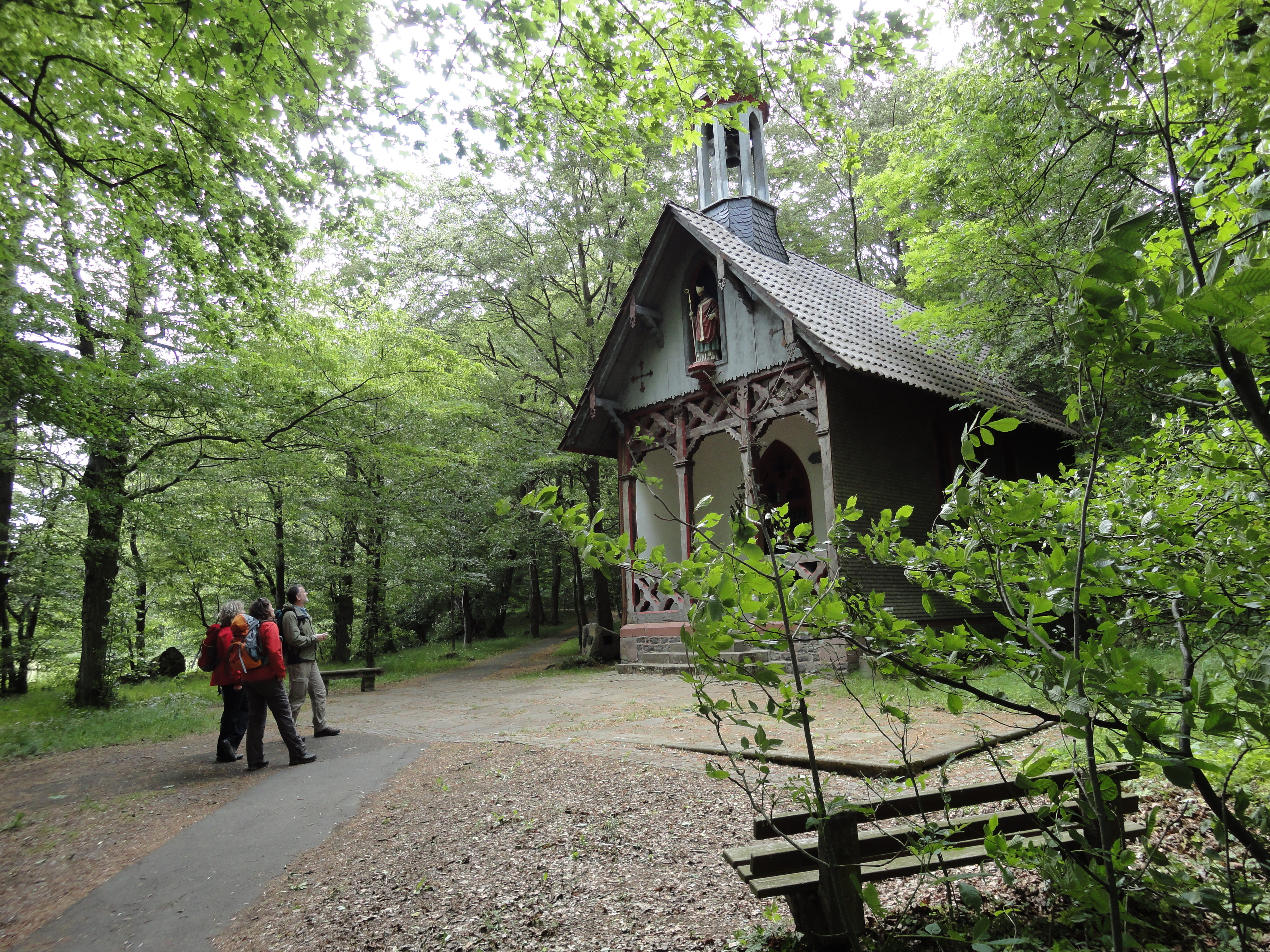
Rastmöglichkeit vor der Kreuzkapelle nördlich von Herbstein

### Die Schalksbachteiche
Die Teiche liegen im Gebiet der heutigen Gemeinde Lautertal (Vogelsberg) und wurden im 18. Jahrhundert vom Adelsgeschlecht der Riedesel zu Fischzuchtzwecken angelegt. Heute sind sie im Besitz der Familie Graf Westerholt. Das Gelände der Schalksbachteiche ist ein schützenswertes Biotop: Es liegt im Naturschutz- und Vogelschutzgebiet und  ist darüber hinaus FFH-Fläche (Fauna-Flora-Habitat). Herausragend schützenswert ist das hier anzutreffende „Pfeifengras“ – eine Wasser- und Sumpfpflanzengesellschaft von bundesweit herausragender Bedeutung.
Die Besonderheit dieser Teichlandschaft („See ohne Tiefe“) liegt in seiner Artenvielfalt, die durch den hier sich vollziehenden intensiven Nährstoffaustausch gefördert wird. Überdies machen hier auch Zugvögel gerne Rast, zum Beispiel Fischadler.

### Die Kreuzkapelle
In einer Waldlichtung, unmittelbar am Weg der Felsentour, liegt, unweit der VulkanTherme Herbstein, die 1853/54 in einer Mischung aus englischem Tudor- und Schweizerhausstil erbaute Kreuzkapelle. Seit 1938 steht oben an der Giebelseite in einer Nische eine Figur des Heiligen Bonifatius. Ein bauliches Merkmal der Kapelle sind die sichtbaren Eichenbalken und die blutrote Fassung der Nischen. Jedes Jahr, am Sonntag nach dem Fest der Kreuzerhöhung (14.9.), findet eine Prozession zur Kreuzkapelle statt. Hinter der kleinen Kirche befindet sich ein eingezäunter privater Friedhof der gräflichen Familien Ballestrem und Westerholt.

### Der Geotop "Felsenruhe"

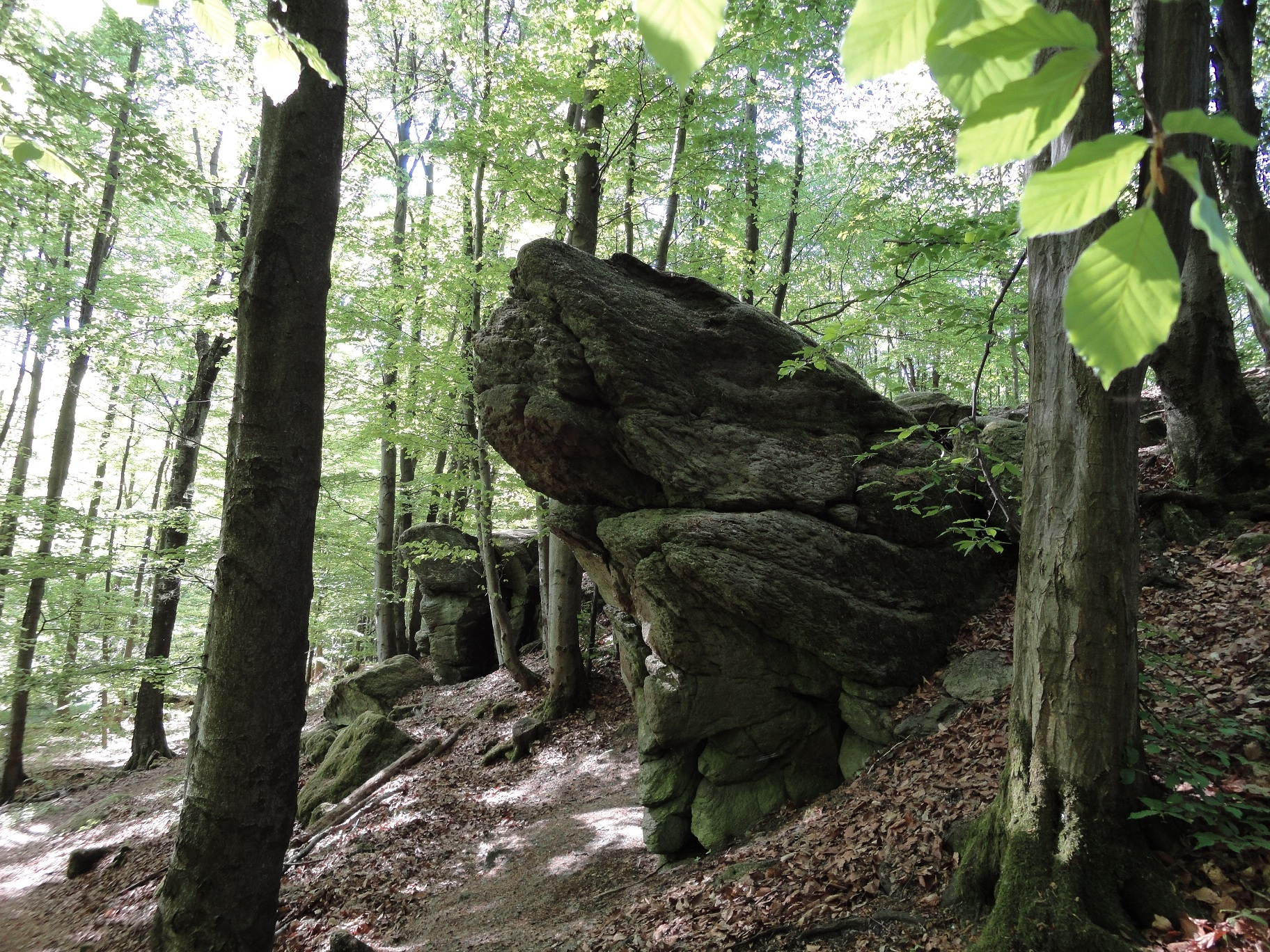
Geotop Felsenruhe unweit des Kolping-Feriendorfs Herbstein

Dieses Naturdenkmal nahe dem Kolping-Feriendorf Herbstein ist eine markante, bis zu 8 m hohe Klippe aus Alkalibasalt. An ihrem südlichen Hangfuß hat sich ein Blockmeer angesammelt. Die Klippe hat eine Länge von ca. 300 m. Der Wanderweg der Felsentour  führt parallel zur Klippe mit ihren steil stehenden, weitständigen Klüften und vermittelt einen Eindruck von der wuchtigen Gestalt dieses markanten Geotops.
50° 34′ 15″ N, 9° 19′ 51″ O

### Der Geotop "Burgfrieden" bei Lanzenhain
Der Wegeverlauf der Felsentour Herbstein führt serpentinenartig durch dieses, in einem Buchen-Mischwald gelegene, ausgedehnte Basalt-Blockmeer hindurch, das sich zwischen dem CVJM-Feriendorf und dem Ortsteil Lanzenhain befindet.
50° 32′ 33″ N, 9° 18′ 46″ O

### Der Geotop "Diebstein" bei Lanzenhain

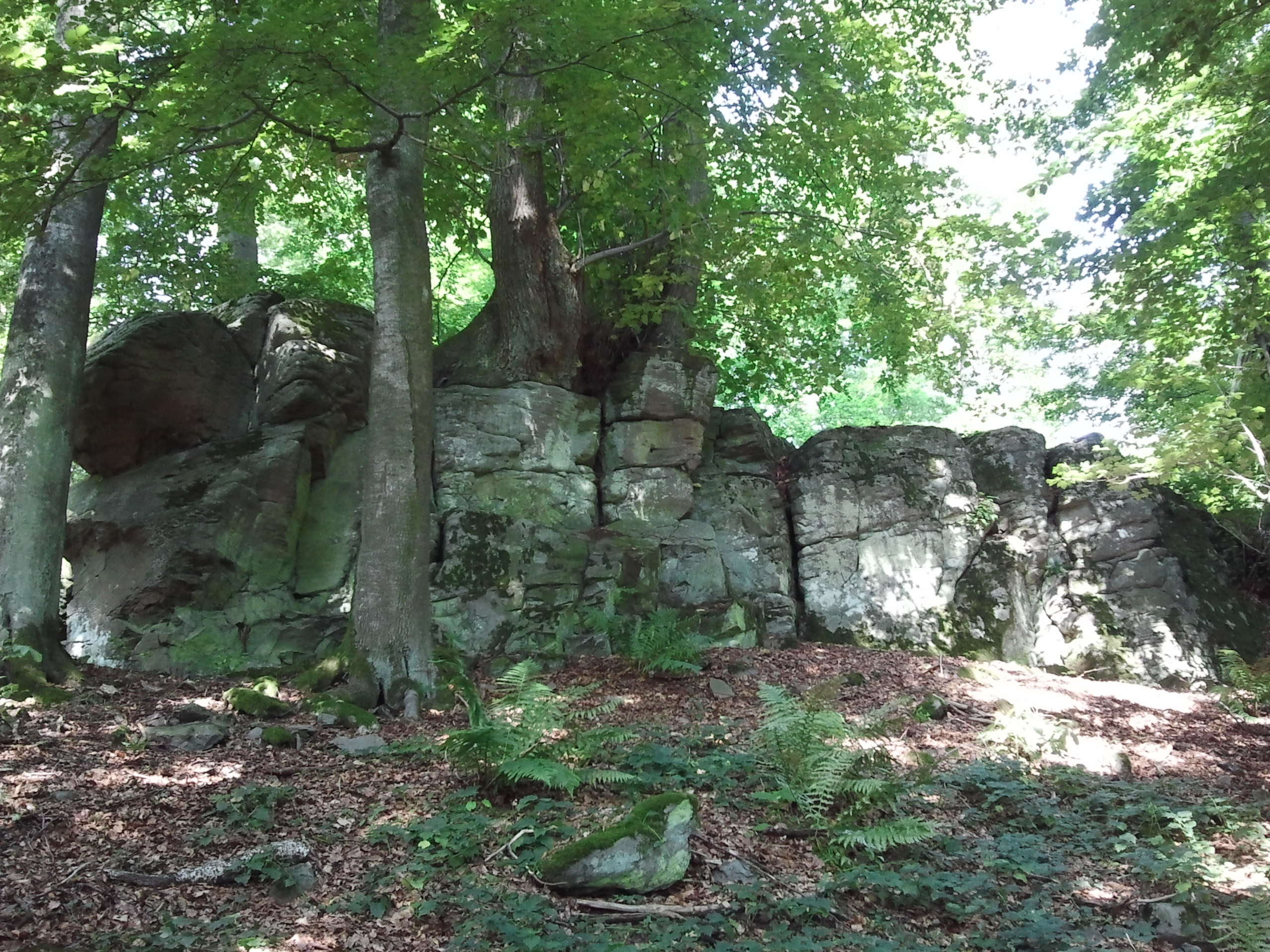
Geotop Diebstein bei Lanzenhain am Wanderweg Felsentour Herbstein

Diese 577 m hohe, im Gipfelbereich bewaldete, eindrucksvolle Felsformation nordwestlich von Lanzenhain markiert die höchste Stelle des Rundwanderweges Felsentour. Dieser Aufschluss lässt sich auch bequem über einen etwa 1 km leicht ansteigenden Feldweg ab Lanzenhain erreichen.  Ihren Namen erhielt sie, da hier in früheren Jahrhunderten Jagd- und Holzdiebe der  Gerichtsbarkeit der Riedesel übergeben wurden. Das Geotop Diebstein wurde als Naturdenkmal vorgeschlagen. Die bis zu 20 m hohe Felsformation besteht aus Alkalibasalt. Die auffällige Klüftung zerteilt das Gestein in grobe Pfeiler und Quader. Physikalische Verwitterungsprozesse haben am Fuß des Felsenseine weite Blockhalde entstehen lassen. Die Farbe des Basalt-Gesteins ist dunkelgrau. Als Einsprenglinge sind dunkelgrüne Olivine mit bloßem Auge feststellbar. 50° 32′ 33″ N, 9° 18′ 46″ O

## Einkehrmöglichkeiten
Eine Einkehrmöglichkeit besteht im Bistro der VulkanTherme Herbstein – hier ist bei schönem Wetter zusätzlich die Kurpark-Terrasse geöffnet. Außerdem kann man im Kolping-Feriendorf Herbstein verpflegt werden – hier ist jedoch eine Vorbestellung erforderlich.
Um einen Zwischenstopp in der VulkanTherme einzulegen, kann die Tour auch in Lanzenhain begonnen werden.